# سفارة فرنسا في إندونيسيا
سفارة فرنسا في إندونيسيا هي أرفع تمثيل دبلوماسي لدولة فرنسا لدى إندونيسيا. تقع السفارة في جاكرتا وهي تهدف لتعزيز المصالح الفرنسية في إندونيسيا.

## وصلات خارجية
- الموقع الرسمي
- قائمة سفارات فرنسا
- قائمة السفارات في إندونيسيا